# Adam Gaži
Adam Gaži est un footballeur slovaque né le 1er mars 2003 à Dubnica nad Váhom. Il joue au poste d'ailier à l'AS Trenčín.

## Carrière

### En club
Il fait ses débuts avec l'équipe première de l'AS Trenčín en championnat le 14 février 2021 contre le Slovan Bratislava. 

### En sélection
En juin 2022, il est sélectionné avec les moins de 19 ans pour participer au championnat d'Europe. Il dispute les trois rencontres du premier et la Slovaquie, qui est le pays hôte, quitte la compétition dès le premier tour. 
En mai 2023, il est convoqué avec les moins de 20 ans pour participer à la Coupe du monde des moins de 20 ans organisée en Argentine. Lors de ce tournoi, il joue trois matchs et marque un but lors du premier tour contre les Fidji. La Slovaquie est éliminée en quart de finale par la Colombie 5-1.